# Landgericht Butzbach
Das Landgericht Butzbach war von 1840 bis 1879 ein erstinstanzliches Gericht der ordentlichen Gerichtsbarkeit in der Provinz Oberhessen im Großherzogtum Hessen mit Sitz in Butzbach.

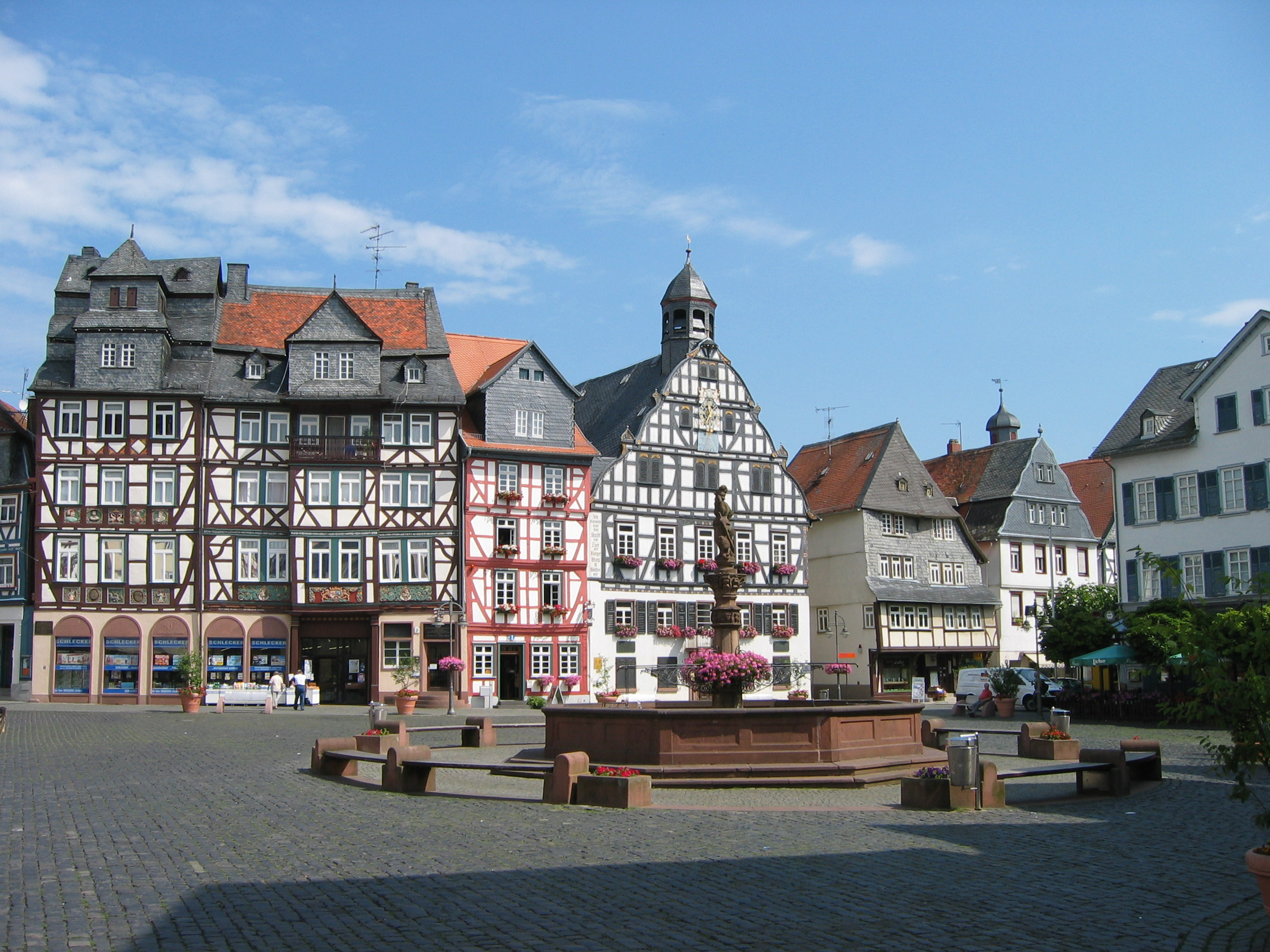
Rathaus, Sitz des Gerichtes

## Geschichte

### Gründung
Ab 1821 trennte das Großherzogtum Hessen auch auf der unteren Ebene die Rechtsprechung von der Verwaltung. 
 Im Bereich des späteren Landgerichts Butzbach wurden die Aufgaben der Verwaltung dem neu gegründeten Landratsbezirk Butzbach und die der Rechtsprechung dem ebenfalls neu gegründeten Landgericht Friedberg übertragen.
Die Stadt Butzbach war mit der Entscheidung sehr unzufrieden zumal der Sitz des Landrats 1829 von Butzbach nach Friedberg verlegt wurde. Die Stadt reklamierte in mehreren Eingaben die Einrichtung eines Gerichtes in Butzbach. 1838 beantragten die Landtagsabgeordneten der zweiten Kammer der Landstände des Großherzogtums Hessen, Carl Knorr und Georg Krug, in Butzbach ein zusätzliches Landgericht einzurichten. Begründet wurde das auch mit einer Überlastung des Landgerichts Friedberg. Der Antrag war erfolgreich. Zum 1. Juli 1840 wurde das Landgericht Butzbach eingerichtet. Sein Bezirk bestand aus Gemeinden, die bisher zum Bezirk des Landgerichts Friedberg gehört hatten und zwei Gemeinden, die ihm aus dem Bezirk des Landgerichts Gießen zugeteilt wurden. Untergebracht wurde das Gericht im zweiten Stock des Rathauses.
Personell ausgestattet wurde das neu errichtete Landgericht Butzbach mit einem Landrichter, einem Gerichtsassessor, einem für die Sekretariatsgeschäfte zuständigen Landgerichtsaktuar und zwei Landgerichtsdienern. Sitz des Gerichtes war das Butzbacher Rathaus.

### Weitere Entwicklung
Nach der Märzrevolution 1848 wurden die für die Verwaltung zuständigen Kreise aufgelöst, aber nach dem Sieg der Reaktion 1852 wieder restituiert. Die Zuordnung einzelner Gemeinden zu den Kreisen wurde dabei jedoch geändert. Um Kreise und Gerichtsbezirke wieder in Einklang zu bringen, wurde der Gerichtsbezirk Butzbach am 15. April 1853 den neuen Gegebenheiten angepasst (siehe: Übersicht).
Zum 1. Mai 1867 wurde die Gemeinde Steinfurth aus dem Bezirk des Landgerichts Butzbach aus- und in den des kurz davor neu errichteten Landgerichtsbezirk Nauheim eingegliedert.

### Ende
Mit dem Gerichtsverfassungsgesetz von 1877 wurden Organisation und Bezeichnungen der Gerichte reichsweit vereinheitlicht. Zum 1. Oktober 1879 hob das Großherzogtum Hessen deshalb die Landgerichte auf. Funktional ersetzt wurden sie durch Amtsgerichte. So ersetzte nun das Amtsgericht Butzbach das Landgericht Butzbach. „Landgerichte“ nannten sich nun die den Amtsgerichten direkt übergeordneten Obergerichte. Das Amtsgericht Butzbach wurde dem Bezirk des Landgerichts Gießen zugeordnet.

## Bezirk
Zum Gerichtsbezirk des Landgerichts Butzbach gehörten:
| Gemeinde               | 1840 vom Landgerichtsbezirk | Änderung 1853          | Anmerkung                       |
| ---------------------- | --------------------------- | ---------------------- | ------------------------------- |
| Bodenrod               | Friedberg                   |                        |                                 |
| Butzbach               | Friedberg                   |                        |                                 |
| Fauerbach vor der Höhe | Friedberg                   |                        |                                 |
| Gambach                |                             | Vom Landgericht Hungen |                                 |
| Griedel                |                             | Vom Landgericht Hungen |                                 |
| Hausen                 | Friedberg                   |                        |                                 |
| Hoch-Weisel            | Friedberg                   |                        |                                 |
| Kirch-Göns             | Gießen                      |                        |                                 |
| Langenhain             | Friedberg                   |                        |                                 |
| Maibach                | Friedberg                   |                        |                                 |
| Marienschloss          | Friedberg                   |                        | Zur Gemarkung Rockenberg        |
| Münster                | Friedberg                   |                        |                                 |
| Münzenberg             |                             | Vom Landgericht Hungen |                                 |
| Nieder-Weisel          | Friedberg                   |                        |                                 |
| Oes                    | Friedberg                   |                        |                                 |
| Oppershofen            | Friedberg                   |                        |                                 |
| Ostheim                | Friedberg                   |                        |                                 |
| Pohl-Göns              | Gießen                      |                        |                                 |
| Rockenberg             | Friedberg                   |                        |                                 |
| Steinfurth             | Friedberg                   |                        | 1867 an das Landgericht Nauheim |
| Trais                  |                             | Vom Landgericht Hungen |                                 |
| Ziegenberg             | Friedberg                   |                        |                                 |

## Richter
- 1840–1844 Landrichter August Friedrich David Völ(c)ker
- 1844–1845 Landrichter Carl Ludwig Rayß
- 1845–1847 Landrichter Carl Mosler
- 1847–1857 Landrichter Moritz Eitel Ebel
- 1857–1866 Landrichter Carl Bücking
- 1866–1879 Landrichter Dr. Carl Ludwig Jakob Gilmer